# Campiglossa kumaonesis
Campiglossa kumaonesis este o specie de muște din genul Campiglossa, familia Tephritidae, descrisă de Agarwal, Grewal et al. în anul 1989. Conform Catalogue of Life specia Campiglossa kumaonesis nu are subspecii cunoscute.